# Schizacron bifurcarostratus
Schizacron bifurcarostratus is een eenoogkreeftjessoort uit de familie van de Cletodidae. De wetenschappelijke naam van de soort is voor het eerst geldig gepubliceerd in 1965 door Shen & Tai.